# Caristanius decoloralis
Caristanius decoloralis är en fjärilsart som beskrevs av Walker 1863. Caristanius decoloralis ingår i släktet Caristanius och familjen mott. Inga underarter finns listade i Catalogue of Life.